# 페페 브란드
호세 곤살레스 브란드(스페인어: José González Brand; 1900년 2월 13일, 안달루시아 주 세비야 ~ 1971년 7월 1일, 안달루시아 주 세비야)는 줄여서 페페 브란드(스페인어: Pepe Brand)로 알려진 스페인의 프로 축구 선수이자 감독으로, 세비야, 하엔, 그리고 카스테욘에서 활동했다.